# Sergio Moro

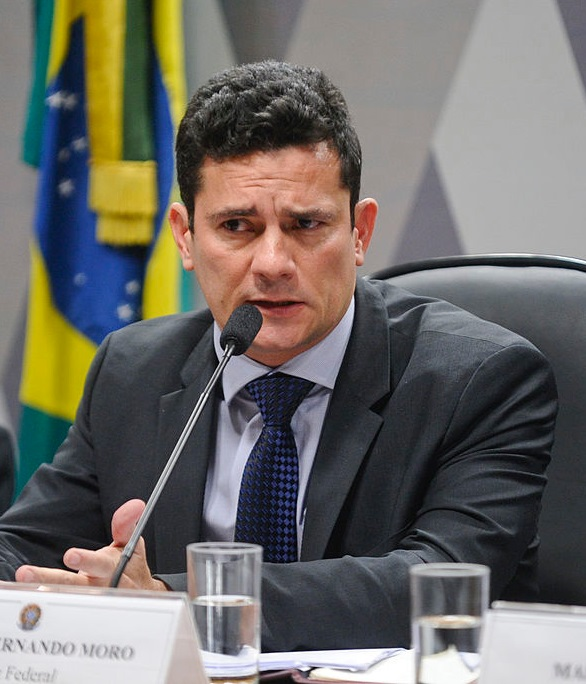
Sérgio Moro.

Sergio Fernando Moro, född 1 augusti 1972 i Ponta Grossa, Paraná, Brasilien, är en brasiliansk federal domare och politiker. Han var Brasiliens justitieminister i Jair Bolsonaros regering från 1 januari 2019 till 24 april 2020. Som domare blev han nationellt berömd för att ha bekämpat korruption och beordrat åtal för de brott som uppdagades i undersökningen Operacão Lava Jato ("Operation biltvätt").

## Biografi
Moro är son till Dalton Aureo Moro, tidigare geografiprofessor, död 2005, och Odete Moro, en före detta lärare i portugisiska. Han växte upp i en traditionell familj i Maringá och var en mycket duktig skolelev med utmärkta betyg.
Moros far lärde honom att alltid följa stränga etiska regler. Han studerade utomlands genom ett utbytesprogram vid Harvard Law School 1998 och fullbordade sin juristexamen vid Maringa State University 1995. Han tog därefter sin doktorsgrad vid Federal University of Paraná 2002.
Från 1996 var han federal domare i Brasilien. För att han agerat till förmån för pensionärer, blev han känd som "juiz dos velhinhos" (äldre människors domare). Han blev senare adjungerad professor i juridik vid universitet i Maringa och fungerade som federal domare i uppmärksammade fall såsom "Operation biltvätt". År 2007 medverkade han i US Department of State International Visitor Leadership Program där han besökte amerikanska myndigheter och institutioner, som ansvarar för att förebygga och bekämpa penningtvätt.
Utgående från hur Mani pulite fungerade i Italien, utvecklade Moro sin metod mot korruption i Brasilien. Enligt honom antog han vägen för "falar Pelos autos", i den meningen att han kommunicerar vad han vill göra genom juridiska formuleringar. Förutom att arbeta med Operation biltvätt, koordinerade han brottmålet kallat "Banestado", vilket resulterade i åtal av 97 personer, och Operation "Farol da Colina", där han beordrade förebyggande gripande av 103 personer misstänkta för att begå penningtvätt, skatteflykt och andra brott. Bland de gripna var Alberto Youssef, också anklagad i Carwashfallet. Han deltog även i det rättsliga team som tillsattes för att lagföra Mensalãoskandalen, som gällde röstköp utförd av Arbetarpartiet med pengar från statliga bolag.
I april 2018 dömde han expresidenten Lula da Silva till 12 års fängelse för korruption. da Silva och Arbetarpartiet hävdade att domen var politisk.
I november 2018 meddelade Jair Bolsonaro att han utsett Moro till justitieminister i sin regering som skulle tillträda vid årsskiftet. Moro var regeringen Bolsonaros mest populära minister. 24 april 2020 avskedade Bolsonaro den federale polischefen Maurício Valeixo, som var nära allierad med Moro, utan att ange någon orsak och utan att först konsultera Moro. Senare samma dag avgick Moro från posten som justitieminister och anklagade samtidigt Bolsonaro för att ha försökt lägga sig i tillsättningar av tjänster inom polisen och för att ha försökt få tag på hemlig underrättelseinformation.